# Liste des évêques de Civita Castellana
Cette liste recense les évêques qui se sont succédé sur le siège de Civita Castellana. En 1437, le diocèse d'Orte est intégré dans le territoire de Civita Castellana, à partir de ce moment, les évêques portent le double titre d’évêques de Civita Castellana et d’Orte. En 1805, la collégiale de Gallese obtient le titre de cathédrale et les évêques ajoutent, en plus du titre d'Orte, celui de Gallese. En 1986, les diocèses d'Orte et Gallese (it) sont définitivement supprimés et la nouvelle circonscription ecclésiastique prend le nom de diocèse de Civita Castellana.

## Évêques de Civita Castellana
- Pietro Ier (1059-1065)
- Rogerio (mentionné en 1071)
- Giovanni V (mentionné en 1101)
- Pietro II (mentionné en 1126)
- Pietro III (1179-1183)
- Romano (1206-1212)
- Guglielmo Ier (1217- ?)
- Pietro IV (mentionné en 1230)
- Nicola (1232-1233), nommé évêque de Viterbe
- Giovanni Magnesi, O.P (1270-1288)
- Monaldo, O.F.M (1288-1300)
- Goffredo, O.F.M (1307-1324)
- Guglielmo II, O.Carm (1324-1331), nommé évêque d'Isernia
- Francesco Oni, O.E.S.A (1331-1348)
- Giovanni VI (1348-1359)
- Stefano, O.E.S.A (1359- ?)
- Giovanni VII, O.P (1367-1377)
  - Gemino, O.F.M (1388- ?), antiévêque
  - Antonio di Castronovo, O.P (1390- ?), antiévêque
- Matteo (1382 - ?)
- Angelo (1394-1395)
- Giovanni Arcioni (1395-1406)
- Stefano, O.F.M (1406-1414)
- Giovanni Giorgi, O.F.M (1414-1432)
- Sante (1432- ?)
- Giovanni VIII (1437-1439), déposé

## Évêques de Civita Castellana et Orte
- Valentino (1439-1442), nommé évêque d'Ascoli Piceno
- Luca (1442-1443)
- Antonio Paoli (1443-1455)
- Niccolò Palmieri, O.E.S.A (1455-1467)
- Antonio (1467-1473)
- Pietro Ajosa (1474-1486), nommé évêque de Sessa Aurunca
- Angelo Pechinoli (1486-1492)
- Enrico Bruno, O.P (1492-1498), nommé archevêque de Tarante
- Giorgio Maccafani (1498-1501), nommé évêque de Sarno
- Lodovico (1501-1503)
- Johannes Burckardt (1503-1506)
- Francesco Franceschini, O.F.M (1506-1525)
  - Paolo Emilio Cesi (1525-1537), administrateur apostolique
- Pomponio Cesi (1538-1539), nommé évêque de Nepi et Sutri
- Scipione Bongalli (1539-1564)
- Nicola Perusco (1565-1582)
- Andrea Longo (1582-1607)
- Ippolito Fabiani, O.E.S.A (1607-1621)
- Angelo Gozzadini (1621-1653)
- Taddeo Altini, O.E.S.A (1653-1685)
- Giuseppe Sillani Leoncilli (1686-1697)
- Simone Aleotti (1698-1704)
- Ascanio Blasi (1705-1718)
- Bienheureux Giovanni Francesco Maria Tenderini (1718-1739)
- Bernardino Vari (1739-1748)
- Sante Lanucci (1748-1765)
- Francesco Maria Forlani (1765-1787)
- Lorenzo de Dominicis (1787-1805), nommé évêque de Civita Castellana, Orte et Gallese

## Évêques de Civita Castellana, Orte et Gallese
- Lorenzo de Dominicis (1805-1822)
- Fortunato Maria Ercolani, C.P (1822-1847)
- Amadio Zangari (1848-1851), nommé évêque de Macerata et Tolentino
- Mattia Agostino Mengacci (1851-1872)
- Domenico Mignanti (1872-1889)
- Giovanni Battista Carnevalini (1889-1895)
- Giacomo Ghezzi, O.F.M (1895-1920)
- Goffredo Zaccherini (1920-1928), nommé évêque de Jesi
  - Siège vacant (1928-1930), durant la vacance du siège le diocèse est administré par Luigi Maria Olivares, évêque de Nepi et Sutri.
- Santino Margaria (1930-1947)
- Roberto Massimiliani (1948-1975)
- Marcello Rosina (1976-1986), nommé évêque de Civita Castellana

## Évêques de Civita Castellana
- Marcello Rosina (1986-1989)
- Divo Zadi (1989-2007)
- Romano Rossi (2007-2022)
- Marco (2022

## Sources
- http://www.catholic-hierarchy.org